# Het Depot (Leuven)
Het Depot (în română Depozitul) este o sală de concerte și un centru muzical din Leuven, Belgia, situat în piața Martelarenplein 12. Het Depot este gestionat de asociația non-profit cu același nume, „Het Depot vzw”.
Sala de concerte principală are o capacitate maximă de 850 de persoane, 290 pe scaune și 560 în picioare. Foaierul poate găzdui 150 de persoane. Alături se află „Lounge”, un spațiu multifuncțional cu capacitatea de maximum 30 de persoane. Complexul mai cuprinde diverse spații care pot fi folosite pentru repetiții și activități de pre-producție. În clădire funcționează și un laborator audio.

## Istoric
În jurul anului 2000, aproape toate sălile de concerte corespunzătoare dispăruseră din Leuven. Artiștii locali s-au strâns împreună și au discutat inclusiv cu câțiva politicieni. În 2001 a existat o oportunitate, iar cererea de realizare a unui centru pentru muzică a fost inclusă în planul cultural. Drept rezultat, în 2003 a fost fondată asociația „Het Depot vzw”.
În primă fază, Het Depot nu a avut o locație fixă, artiștii fiind nevoiți să organizeze concertele în locuri diferite, dar în 2005 fosta sală de cinematograf Eden din piața Martelarenplein a devenit disponibilă, astfel că Het Depot a putut să se mute definitiv acolo.
Între 2011 și 2012 centrul muzical a fost temporar închis pentru a fi renovat. În această perioadă concertele au fost organizate în vechea școală pentru asistente medicale de pe strada Kapucijnenvoer. În noiembrie 2012, centrul muzical, complet renovat, a fost redeschis publicului.

## Denumire
Planul original era ca centrul muzical să fie instalat în monumentala clădire „Entrepot” din cartierul Vaartkom. Primul nume la care s-au gândit în 2003 fondatorii centrului era unul simplu, „Het Entrepot” (în română Antrepozitul). În aceeași perioadă însă, în Bruges a fost înființat centrul pentru tineret „Entrepot”, astfel că în Leuven a fost ales numele mai popular al antrepozitului, „Het Depot”. În 2005, locația centrului muzical a fost schimbată, dar numele a fost păstrat.

## Evenimente
Printre artiștii și formațiile care au cântat sau urmează să o facă pe scena Het Depot se numără:
| 2023 - Yes (6 iunie 2023) - Blackberry Smoke (23 martie 2023) |

| 2022 - Soul Asylum (18 noiembrie 2022) - Mudhoney (8 octombrie 2022) - Clouseau (7-8 septembrie 2022) - Suzanne Vega (20 iunie 2022) |

| 2021 - Clouseau (28-29 septembrie 2021) |

| 2019 - Glenn Hughes (16 septembrie 2019) - Eagle-Eye Cherry (28 aprilie 2019) - Morcheeba (18 februarie 2019) - Shantel (18 februarie 2019) |

| 2018 - Kim Wilde (13 noiembrie 2018) - Therapy? (23 octombrie 2018) |

| 2017 - Tricky (19 decembrie 2017) - Gary Numan (19 octombrie 2017) - Epica + MaYaN (17 octombrie 2017) - Cat Power (2 iunie 2017) - Max Romeo (26 mai 2017) - Tinie Tempah (4 aprilie 2017) - Peter Hook (26 ianuarie 2017) |